# Lucius Tarutius Firmanus
Lucius Tarutius Firmanus (sau Lucius Tarutius din Fermo) a fost un matematician, filozof și astrolog roman din secolul I î.Hr.
A fost prieten apropiat al lui Cicero și Marcus Terentius Varro.
Activitatea sa științifică este puțin cunoscută, fiind menționată de către Plutarh și Cicero.
Craterul Taruntius de pe Lună îi poartă numele.